# آبشار برونتی
آبشار برونتی (به انگلیسی: Brontë Waterfall) آبشاری است که در انگلستان واقع شده و ارتفاع کلی ریزشگاه آن ۲۰ متر است.